# نجیب تره‌کی
نجیب تره‌کی (انگلیسی: Najeeb Tarakai; ۲ فوریهٔ ۱۹۹۱ – ۶ اکتبر ۲۰۲۰) بازیکن کریکت اهل افغانستان بود.